# Моріс Подолофф
Моріс Подолофф (англ. Maurice Podoloff, 17 серпня 1890 — 24 листопада 1985) — американський адвокат, баскетбольний і хокейний адміністратор. Перший президент Національної баскетбольної асоціації. Керував НБА з самого її заснування в 1946 році по 1963 рік. Член Баскетбольного Залу слави з 1974 року.

## Біографія
Моріс Подолофф (за метрикою — Мойша Подольський) народився в єврейській родині Абрама і Двойри Подольських у місті Єлисаветград, Російська імперія (нині м. Кропивницький, Кіровоградська область, Україна) 17 серпня 1890 року. Ще коли він був маленьким, його сім'я емігрувала в США, де він закінчив середню школу Хіллхаус (англ. Hillhouse High School) в Нью-Хейвені, Коннектикут в 1909 році. У 1915 році закінчив Єльський університет, де отримав юридичну освіту.
Будучи видатним адвокатом, Подолофф зіграв важливу роль у розвитку професійного баскетболу. 6 червня 1946 року Подолофф (в той час президент АХЛ — Американської хокейної ліги) був призначений президентом новоствореної Баскетбольної асоціації Америки (БАА) і став першою людиною, яка керувала двома професійними лігами одночасно.
У 1949 році Подолофф домовився про злиття БАА і Національної баскетбольної ліги в Національну баскетбольну асоціацію. Він був видатним організатором і адміністратором. Його робота стала ключовим фактором у виживанні ліги в непрості роки становлення.
За 17 років президентства Подолофф розширив НБА до 17 команд, розбивши їх на 3 дивізіони.
У 1947 році ввів університетський драфт, в 1954 році ввів правило 24 секунд, розроблене Деном Бьязоном (англ. Dan Biasone), власником команди «Сірак'юс Нешнлз», яке дозволило підвищити темп гри. У 1954 році Подолофф підписав перший телевізійний контракт.
Він відсторонив довічно двох гравців «Індіанаполіс Олімпіанс» Ральфа Бирда і Алекса Грозу за договірні матчі, коли вони виступали за Університет Кентуккі.
Моріс Подолофф покинув пост президента НБА в 1963 році. У його честь названа одна з нагород НБА: Найцінніший гравець регулярного чемпіонату Національної баскетбольної асоціації імені Моріса Подолофа (англ. Most Valuable Player trophy / The Maurice Podoloff Trophy).